# محمد عرفان (لاعب هوكي الحقل)
محمد عرفان (بالأردوية: محمد عرفان؛ بالإنجليزية: Muhammad Irfan) هو لاعب هوكي الحقل باكستاني، ولد في 1 أبريل 1990.

## روابط خارجية
- محمد عرفان على موقع الاتحاد الدولي للهوكي (الإنجليزية)
- محمد عرفان على موقع أوليمبيديا (الإنجليزية)
- محمد عرفان على موقع اتحاد ألعاب الكومنولث (مؤرشف) (الإنجليزية)